# 宮崎哲弥
宮崎 哲弥（みやざき てつや、1962年10月10日 - ）は、日本の政治哲学・宗教思想・時評ほか評論家およびコメンテーター。研究開発コンサルティング会社「アルターブレイン」副代表。
中央大学非常勤講師、京都産業大学客員教授を経て、2018年4月より相愛大学客員教授。コミュニタリアン、仏教徒。福岡県久留米市出身。結婚に際して妻の姓に変えたため本姓は宮崎ではない。

## 略歴
幼少期に両親が離婚し、母方の大家族（三世代同居）の中で育った。医者だった祖父が父親代わりをしていたという。小学5年生から不登校がはじまり、中学進学後も1年生の2学期からはほとんど授業に出なかった。中学卒業後、就職して一人暮らしも経験したが、働くことが学校に通う以上に大変であることを知り、わずか半年で辞職。結局、1年遅れで地元の工業高校に進学することとなる。久留米工業大学付属高等学校 を経て、早稲田大学教育学部に進学するも、過度の飲酒で体調を崩し中退。その後、慶應義塾大学文学部社会学科に入学。同学部卒業後、さらに同大学法学部法律学科に学士入学するも中退。
少年期から思春期の素行について「不登校に陥ったときには、まるで咎人のように疎んじられ、『一家の恥』とまで罵られてすっかり自暴自棄になってしまいました」と語ったことがある。
博報堂の嘱託研究員を経て、友人と共にニューラルネットワークのビジネス応用を主業務とする会社を設立。同時に評論活動として、『宝島30』で「評論家見習い」 として執筆活動を始め、西部邁の推薦を受けて処女評論集『正義の見方』（1996年）を出版した。
政治哲学・宗教思想を「自分のシマ」とするも、おおよそどのような話題についても論評する。
内閣府経済財政諮問会議「日本21世紀ビジョン」専門調査会 生活・地域ワーキンググループ副主査や、総務省「通信・放送の在り方に関する懇談会」構成員を務めた。
1998年12月から2006年3月まで新聞三社連合の論壇時評を担当、2003年は共同通信の論壇時評も担当。2003年4月から2006年3月まで朝日新聞書評委員。
自らの基本的な立場を「仏教者」としている。
2020年に『100分de名著／小松左京スペシャル 「神」なき時代の神話』で、第51回星雲賞（ノンフィクション部門）を受賞。

## 評論家及びコメンテーターとしての活動

### 基本姿勢
政治スタンスは「リベラル右派」を公言している。左派の福島瑞穂を批判する一方、右派である西部邁と小林よしのりの両者が初期に関わっていた「新しい歴史教科書をつくる会」を批判する一面もある（福島瑞穂に関しては人格的には評価していると語っている。また、かつては「元々は、左翼だった」、更には「極左冒険主義者」と自らを称し、「議会制民主主義は信用ならない。暴力革命しかない。」という発言をしたことがある。
しかし、二十代のはじめの頃に「そもそも資本主義体制の崩壊と社会主義体制への移行が歴史法則に基づく必然だとするならば、なぜ、個人が革命運動に参画し、身を捨てて邁進しなければならないのかがわからない」と不信感を抱き、さらに「自分自身の直面する死と実存の問題を解くのにマルクス主義はまったく役に立たない、マルキシストになっても仕方ない」と悟り、転向したという。
小林の『新・ゴーマニズム宣言SPECIAL 戦争論』批判でなされた「人の死はひとつの例外もなくすべて犬死である」との主張に対しての論争は物議を醸した。この主張がきっかけとなり、小林とは一時泥仕合のような批判合戦を繰り広げていたが、現在では和解し、宮台真司との対談シリーズに、小林をゲストとして招くほどの関係になった。
臓器移植、輪廻転生などに関しては否定論者である。選択的夫婦別姓論に関しても、以前は旧来の「イエ」制度批判の観点から、否定していた。00年代後半から、結合性（鈴木さんと坂本さんが結婚して鈴木－坂本となる）や新姓創出（夫婦双方の旧姓を捨て、新たに姓を付け直す）など選択の幅をひろげることを条件に選択的夫婦別姓に賛成している。なお、宮崎自身は結婚により戸籍上は妻の苗字に変えている（宮崎は旧姓である）。
政財界人・言論人の対米姿勢・対中姿勢を審査する記事において、アメリカ合衆国に対しては、イラク戦争に関しては始めるべきでなかった点で反米だが、しかし反米思想が陳腐であり、姻戚や知人がアメリカに多く、また移住してもいいと思っている点で親米でもあるとし、総体としてどちらかと言えば反米であるとしている。また、中華人民共和国に対しては、自らの姿勢を「嫌中」としている。
経済政策論では、以前はいわゆるリフレーション派（インフレターゲット論者）に対し激しい批判を行っていたが、2006年にリフレ派に完全転向した（『論座』）。山形浩生は2003年にウェブサイトで、「宮崎は『リフレ逝ってよし』から『一度やらせて失敗させるのも一興』を経て、だんだんじわじわとこっち（リフレ派）に近づいてきているみたい」と評している。
リフレ派に転向する前のインフレターゲット導入などによる調整インフレ政策に対する違和感は、それを強く主張しているポール・クルーグマンの信奉者である山形浩生の所説「『お金の価値が目減りするから、いらないものでもとりあえず買っちゃおう』というのはなんだかとっても不健全な気がしないだろうか」「ほとんど浪費を奨励しているようなこの方策なんて、本当にいいことなんだろうか」を引用し、「インフレ期待に働きかける政策の根本的な問題点は、山形の指摘に尽きていると思う」としていた。
自身の共同体主義については、「英米のコミュニタリアンの多くもそうですが、私も共同体を実体として認めているわけではないのです。個々の関係性の束として共同体を仮設しているだけで、いわば名としてのみ認める『共同体唯名論』なんですね」と述べている。また共同体については、マッキンタイア流の目的論的、卓越主義的な立場ではなく、「『共生の場の維持と成員のアイデンティティの確保だけを目的とする比較的小さな人間集団』であると規定」しており、「こうした基本的立場はマッキンタイアのコミュニタリアニズムと相容れないだろう」と語っている。
自身の「ラディカル・ブディズム」については、「『自分』とは独立的実体ではなく、他の『流れ』に依存しながら生起し、一時すらも留まることなく流動している無数の『流れ』の、たまさかの『淀み』に他ならぬと悟ること」「この『約束の地』においては、共同体主義がアイデンティティの寄る辺と想定している共同体すら放棄されなければならないだろう」と語っている。
議論の多くは帰謬論証に則っており、「帰謬論証とは、自らの立場は明らかにせず、もっぱら相手の論理を逆手に取って、内部矛盾に追い込み破綻させてしまう中観派得意の論法である。『相手の神によって、相手を撃つ』私好みのやり方でもある」と説明している。
自らをエイリアンであるとして、「ホントいうと、政治や社会について考えること、語ることが好きなわけじゃない。そういう『この世』的なことどもは実はどうだっていいんだ」「だったら何故に考え、何故に語るのか。答え。眼前に『問題』があるからだ」「『この世』のことなんてどうでもいい。所詮、すべて他人事です。だけど、万般、他人事であることこそが肝要なんだと思う」と述べている。

### 政治
小泉純一郎首相（当時）の小泉内閣メールマガジンについて「かなり巧みに読み手を『感動の同調』へと引き込こもうとしている」ことを、プロパガンダ分析の視点から指摘し、「私が若手議員たちに教授した人心掌握術が、いま国のトップによって実用されているのです」と述べている。
靖国神社問題について「ポイントは制度的には一宗教法人に過ぎない靖国神社に、国家的な慰霊・追悼の機能を持たせようとした『無理』にある」「私は『多宗教の国家的な追悼施設』をつくるべきだと答える」「具体的には米国のアーリントン墓地のように、あらゆる宗教を認める追悼施設が望ましいだろう」「私自身、仮に他国による侵略を受けた際、自発的民兵として戦う用意がないわけではない。ただし仏教者である私は、常住不変の霊魂の存在を信じない。だから戦死した場合に、靖国神社に神道式で合祀されることには耐え難い苦痛を覚える」と述べている。
国家元首について「もともと元首というのは19世紀の国家有機体説に由来し、国家という生き物の頭部を意味する言葉である。だが国家機能の多元化によって有機体説は否定され、今や元首概念は歴史的役割を終えつつある。かかる状況を踏まえ、日本が未来に向けて打ち出すべきは『日本に元首はいない』という態度表明ではないか」と述べている。
ジョン・ロールズについて「私は、ロールズの理論が、今日のアメリカ人の精神の退廃を招来したとまで断じるつもりはない」「しかし、70年代半ば以降の、リベラリズムの過剰な浸透と個人の先験的権利意識の肥大化、市場経済的価値観の生活世界への侵入は、アメリカ社会の諸共同体を衰弱に導き、家族の紐帯や地域の連帯を喪失させたうえ、他者への徹底的無関心と自省の契機を欠いた利己主義を蔓延させる結果となった」と述べている。「リベラル派のロールズは、『遺産相続制度の規制』を唱えている。これに対し、ネオリベやリバータリアンは『財産権の侵害』だと批判する」。こうした相続税をめぐる議論を補助線として「リベラルとネオリベの分別なんか、政治哲学の基本」だと説明している。
民主主義について「全国民に国家権力の創出（正当化）と国家体制への参加を強いる民主主義とは、畢竟、近代ナショナリズムに他ならないのではないか。19世紀以来の産業化、都市化によって伝統的共同体における紐帯や役割を失った寄る辺なき諸個人の意思を、抽象的な国家目的へと凝集させ、ヴァーチャルな国家的連帯に連結させる装置として民主政体は機能しているのではないか」「私は、この本来の民主主義原理と、戦後日本人に誤解され受容された『民主主義』との間に大きなズレを看て取ると同時に、民主主義原理そのものへの深い疑義も抱懐していた」と述べている。
2009年4月、体調不良が続いているとして、仕事量を減らす考えを明らかにした。改編期でない4月末にレギュラー番組をひとつ降板したのはそのためである。そして政局への関心減退もあり、早速「太田光の私が総理大臣になったら…秘書田中。」のレギュラーを降板。同年12月23日には、番組開始当初から出演していた『BATTLE TALK RADIO アクセス』（TBSラジオ）も降板した。準レギュラーの「ビートたけしのTVタックル」も出演を大幅に減らした。

### 宗教
テレビ初出演は、1995年8月26日放送の『ザ・スクープ』（テレビ朝日系）の「オウムなニッポン〜そして彼らはサリンをまいた〜」で、取材・ナレーション・スタジオ解説を担当している。
「オウム真理教のテロリズムに、世間全体が不安に浮き足立っていたころ、多くの宗教学者、宗教評論家、仏教学者などが頻りとマスコミに登場し『オウム教団は自分たちを仏教と位置づけているが、まったく仏教とは縁もゆかりもない宗教である』と決めつけていた」「私は、教祖の著作を精読し、修行システムを観察した結果、旧来の、融通無碍な、多元主義的な仏教観に立つ限り、それが仏教の範疇に入らないという確定は困難であるとの結論に達し」、「旧来の仏教に『オウムは仏教ではない』と、簡単に斥ける資格があるとは到底思えなかった」と述べている。
三島由紀夫の『豊饒の海』第三部『暁の寺』（1970年）について、「この小説でさかんに説かれている仏教は中観ではなく、唯識仏教なのである」として、「阿頼耶識を個我の根本識、対象世界の諸法の根本因と看做す」「唯識説が仏教哲学の精華として礼賛されて」おり、「かかる仏教観が、そっくり三島自身のものでもあったとしたら、彼の仏教理解は、極めて浅薄なものであったと断ぜざるを得ない」と述べている。

### サブカルチャー
押井守監督のアニメーション映画『イノセンス』（2004年）の登場人物の台詞「孤独に歩め……。悪をなさず、求めるところは少なく……。林の中の象のように」について、「これはダンマパダ（「法句経」）という原始経典の一節です。記憶も、知性も、生命すら相対化した世界にあって、なおブッダの言葉は輝きを減じていない。仏教は、未来に向かっても『新しい』のです」と述べている。
河村隆一と対談して「いろんな側面があると思うけど、案外気づいている人が少ない、良質のポップスの作り手としてのRKも好きなんですよ。気になる」と語り、アジアでの日本的要素について「一時期、R&Bが日本、韓国、台湾、香港などの共通言語になったけど、これは偶然にもR&Bがアジア人の好きな旨味成分に富んでいたからですね。そういう意味では、旨味の本家本元であり、テクニカルな先端を走る日本のポップミュージックがアジア全域で受け入れられるのは当然だと思う」と述べている。
日本のヒップホップグループm-floについて「ラップにしても楽曲にしても、人跡未踏のスタイルを開いた」「日本のラップ、ヒップホップが多様化し、ここまで生き延びられたのは彼らの功績が大きい」「VERBALを招いて神学論議をする!」 と述べてアルバム『m-flo inside』で「m-flo論」を執筆している。アーサーS.デモス財団の書籍である『パワー・フォー・リビング』の広告にVERBALが出演した時は「ショックだった」と語っている。
KKベストセラーズ発行の月刊誌『CIRCUS』でBLANKEY JET CITYの元ボーカルでロックミュージシャンの浅井健一と対談した。
雑誌や動画などで魔法少女まどか☆マギカやけいおん!を評論している。

### ナショナリズム論
高度資本主義の進展につれて国民国家の統合枠が溶解のプロセスに入った日本の状況下では『国家の物語＝国史』とは言えなくなっており、また、世代間どころか世代内ですら歴史の共有が不可能になった現在、私達にとって可能な、しかも意義ある歴史伝承の鍵は、「『公教育における国史＝正史の正当化』などではなく、『私史＝稗史』 がいきいきと語り継がれるローカルで多元的な共同体の探求にこそあるのではなかろうか」と述べている。
小林は、すべての死が無意味だとすれば、生のみにしか価値が認められず、ひたすら生を永らえることを願うニヒリズムに帰してしまう、という。それに対して宮崎は、「死の無意味さを直視してはじめて、何の利害得失にも拘らない真の『善き生』を生き得るのではないか」と言い、「もし特攻隊員が死後の顕彰を期していたとすれば、彼らはなお現世的価値（利害得失）を基準にしていたことになる」。そして、「彼らの死が――あらゆる死と同様に――世俗的な意味や価値に還元できない『犬死に』だからこそ、あえてその道を選んだ姿が、私達の心魂を打つのではないか」としている。
また、1997年のルワンダで、ジェノサイド実行者の残党が寄宿学校を襲い、10代の女子学生17人を捕らえ、少女たちにフツ族とツチ族に分かれるよう命じたところ、彼女らは「自分たちはただルワンダ人である」とこれを拒み無差別に射殺された話 を紹介し、「一見、単なるナショナリズムの発露のようにみえる」がその裏で、「死の虚無を見据えながらも、『偶然にくる或る不幸』(藤田) を事もなげに引き受けてしまえる意思が働いている」ことを看て取り、「これこそがナショナリズムに内在しつつ、ナショナリズムを超える自由の可能性ではあるまいか」と述べている。

### 社会
結婚について、「当世流の結婚は、義務でも慣習でも規範でもなく、趣味の側面が強くなっていくだろう。趣味としての結婚。私はそんなに悪いとは思わない。幼い熱情に浮かされて、あるいは制度や慣習に従って結婚したものの、すぐに愛情は消え失せ、内実が破綻しているのになお形だけの円満な夫婦生活を続けるよりは、よほど倫理的な生き方ではあるまいか」としている。
「日本は地域の相互扶助ゆえに、家族が子供を育てる伝統がない」とする柳田國男を参照し、「『家庭が大切』って言えば言うほど、家庭を閉域化し、少子化を促進し、児童虐待を増やすだけ」と述べている。

## 人物
- 少年期、青年期に最も影響を受けた思想家はシモーヌ・ヴェイユとエミール・シオラン。「若い頃は、二人のグノーシス主義者によって導かれた」と振り返っている（大学時代に中観仏教に転じ、グノーシス主義は放棄される）。初期の著作には彼らの言葉がエピグラフとして掲げられている。子供の頃に最も影響を受けた文学作品としては、星新一の『殉教』を挙げている。宮崎はこの作品で「生の意味や社会や文明が、たかだか死の恐怖によって支えられているにすぎない」ことを悟り、自らを「信じるという能力」を欠いた人間であると思い知ったという[35]。
- テレビ番組とりわけバラエティやワイドショーに積極的に出演する。東京を拠点としながらも大阪での番組収録もこなし、頻繁に往復している。コメンテーターとして活動する中で、司会・インタビュアーの役回りも引き受ける。
- 「サブカルチャーと犯罪と宗教が専門」だった自分が「若い人達から『政治評論家』とみられていること」に戸惑いをおぼえるという。「政治評論めいたことやりはじめたのは比較的最近」であって、もともとは「『政局』などにはほとんど関心がなかった」という。事実、過去においては現在の保守的なスタンスとは異なる、左派、リベラルともとれる発言も行っていた[36]。
- 読書は雑誌・漫画を含めて毎月200冊以上を読む[37]。一度本を開いたら、よくわからない箇所があっても戻らずに読み通す「前進あるのみ読法」がコツだと述べている[38]。書評委員の過去の他、雑誌連載では新書のみ扱った書評を行った。小説、漫画を論評することは基本的にしていない（ただし社会評論の素材として挙げる事はある）。
- 脳内に情景を浮かべるという行為が苦手であり、30歳頃まで夢に映像が無かったという（本人曰く「例えるならばラジオドラマのようなもの」）。その影響か、自慰行為を始めたのも30歳頃だという。
- 現在与えられている政治や経済の評論家というテレビ的な役割から退き、本来のフィールドであるサブカル評論、犯罪研究、仏教論の世界に戻ることを常々考えているとしていたが[36]、その後、著作活動に関しては仏教関係が主体になっている[39]。
- 2007年に月桂冠、第一三共ヘルスケア、リクルートなどの広告に出演。CM出演に関して「野坂昭如氏といい、永六輔氏といい、私のリスペクトする言論人は盛んにコマーシャルに登場した。そのなかには広告史に残るヒットCMもある」「そもそもCMを害悪と看做すのならば、民放に出ること自体が問題であろう」と述べている。また、広告出演の条件（一般的に評価の定まった企業のものであることなど）やスポンサー企業が社会問題を引き起こした場合の対応を明記している[40]。

## 著書

### 単著
- 『正義の見方』（洋泉社、1996/新潮oh!文庫、2001）
- 『身捨つるほどの祖国はありや』（文藝春秋、1998年）
- 『「自分の時代」の終わり』（時事通信社、1998年）
- 『新世紀の美徳 ヴァーチャス・リアリティ』（朝日新聞社、2000年）
- 『憂国の方程式』（PHP研究所、2001年）
- 『ビジネスマンのための新・教養講座』（洋泉社新書y、2002年）
- 『新書365冊』（朝日新書、2006年）
- 『1冊で1000冊読めるスーパー・ブックガイド』（新潮社、2006年）
- 『映画365本　DVDで世界を読む』（朝日新書、2009年）
- 『仏教論争 「縁起」から本質を問う』（ちくま新書、2018年）
- 『100分de名著 小松左京スペシャル 「神」なき時代の神話』（NHK出版、2019年）
  - 『いまこそ「小松左京」を読み直す』（NHK出版新書、2020年）、改訂版
- 『教養としての上級語彙 知的人生のための500語』（新潮選書、2022年）
- 『教養としての上級語彙 2 日本語を豊かにするための270語』（新潮選書、2024年）

### 共編著
- 『ぼくらの「侵略」戦争 昔あった、あの戦争をどう考えたらよいのか』（洋泉社、1995年）
- 『夫婦別姓大論破!』八木秀次共編著 洋泉社 1996
- 『放談の王道』（呉智英対談）（時事通信社、1999年）
- 『愛と幻想の日本主義』（福田和也対談）（春秋社、1999年）
- 『ニッポンの知識人』（絓秀実・高澤秀次鼎談）（ベストセラーズ、1999年）
- 『人権を疑え!』編著（洋泉社、新書y、2000年）
- 『これがマコトの日本の大論点』（大竹まこと対談）（講談社、2001年）
- 『少年の「罪と罰」論』（藤井誠二対談）（春秋社、2001年） のち「少年をいかに罰するか」講談社+α文庫
- 『日本経済「出口」あり』（金子勝・木村剛鼎談）（春秋社、2001年）
- 『希望のシナリオ―次世代論客が語る「明日」への突破口』（林芳正共著、日本テレビNNN24編） PHP研究所、2003年
- 『ドキュメント平成革新官僚―「公僕」たちの構造改革』（小野展克）（中公新書ラクレ、2004年）
- 『事件の真相!』（川端幹人対談）（ソフトバンククリエイティブ、2006年）
- 『中吊り倶楽部 「メディアの辻説法師」と「業界の地獄耳」の高級時事漫談』（川端幹人対談） 洋泉社 2008.11
- 『罪と罰』（本村洋,藤井誠二鼎談） イースト・プレス 2009 のち『光市母子殺害事件』文庫ぎんが堂
- 『日本経済復活一番かんたんな方法』（勝間和代、飯田泰之鼎談） 光文社新書、2010
- 『日本のもと憲法』（監修）講談社、2011
- 『さみしさサヨナラ会議』（小池龍之介対談） 角川書店、2011 のち角川文庫
- 『仏教教理問答 連続対論 今、語るべき仏教』（勝本華蓮、南直哉、林田康順、白川密成、釈徹宗） サンガ、2012 のちサンガ文庫
- 『知的唯仏論』（呉智英対談） サンガ、2012 のち新潮文庫
- 『ごまかさない仏教 仏・法・僧から問い直す』（佐々木閑対談） 新潮社、2017
- 『「反緊縮!」宣言』（松尾匡編）亜紀書房、2019
- 『統一教会　何が問題なのか』（文藝春秋編）、文春新書、2022

### 「M2」単行本（宮台真司との対談）
- 『M2 — われらの時代に』（朝日新聞社、2002年、後に文庫本化）
- 『ニッポン問題。M2：2』（インフォバーン、2003年、後に文庫本化）
- 『エイリアンズ　論壇外知性体による「侵犯」的時評'03-'04』 （インフォバーン、2004年）— 書名は大ファンであるバンドキリンジの楽曲からとった。
- 『M2：思考のロバストネス』（インフォバーン、2006年）
- 『M2：ナショナリズムの作法』（インフォバーン、2007年）

### 翻訳
- 監訳（パトリック・J・ブキャナン）『病むアメリカ、滅びゆく西洋』（成甲書房、2002年）

## 出演番組

### 現在のレギュラー出演

#### テレビ
- ありえへん∞世界（テレビ東京）

#### ラジオ
- 飯田浩司のOK! Cozy up!（2021年10月より月2回、ニッポン放送）

### 過去のゲスト出演
- 黒木瞳のあさナビ(2024年10月4日～8日、ニッポン放送）
- 黒木瞳のあさナビ（2023年12月4日～8日、ニッポン放送）
- ぽかぽか 昭和生まれ芸能人クイズ! 記憶の数だけ歌謡ショー（2023年11月30日、フジテレビ系）
- ザ・プロファイラー 〜夢と野望の人生〜 ｢パンダと日本人の５０年史　パンダをめぐる冒険｣（2022年12月1日、NHK BSプレミアム）
- 夜な夜な生配信! ひろゆきと有名人に質問ゼメナール（2022年3月10日、YouTubeチャンネル）
- ザ・プロファイラー 〜夢と野望の人生〜 ｢武将 真田信繁 六文銭の旗印｣（2022年2月10日、NHK BSプレミアム）
- ぐるぐるナインティナイン ダレダレ?コスプレショー キングダム (漫画)に登場する将軍、王騎に扮した（2021年11月25日、日本テレビ系）
- 報道プライムサンデー（フジテレビ系）
- 美食探偵 明智五郎 明智大五郎役（2020年4月12日、日本テレビ系）
- ザ・プロファイラー 〜夢と野望の人生〜 ｢春日局 徳川家の母｣（2019年12月19日、NHK BSプレミアム）
- ニンゲン観察バラエティ モニタリング（2017年6月8日、TBS系）
- 特盛!よしもと 今田・八光のおしゃべりジャングル（2017年4月22日、8月26日、2018年4月14日、読売テレビ）
- ゴゴスマ -GO GO!Smile!-（2016年10月19日、CBCテレビ系、TBSテレビ、TBC）
- 言論BAR（2016年9月28日、BS朝日）
- ちょっといい話(2016年6月26日、8月28日、ABCラジオ)
- 橋下×羽鳥の新番組（仮）(2016年5月30日、テレビ朝日)
- カツヤマサヒコSHOW(2015年7月25日、サンテレビ)
- ニュースリアルFRIDAY(2015年6月5日、6月19日、7月3日、テレビ大阪)
- たかじんNOマネーBLACK（2015年4月11日、テレビ大阪）
- ニュースな晩餐会（2014年11月30日、フジテレビ）
- 昼間っから激論バラエティ 胸いっぱいサミット!（関西テレビ）
- ウェークアップ!ぷらす（読売テレビ／日本テレビ系）
- 茶屋町ヤマヒロ会議（2014年5月18日、7月27日、10月19日、2015年1月26日、5月3日、2017年4月16日、MBSラジオ）
- ビートたけしのTVタックル（テレビ朝日）
- 英雄たちの選択（2013年5月30日、2013年6月13日、2013年7月25日、2013年11月28日、2013年12月19日、2014年1月30日、NHK BSプレミアム）
- がんばれ!ボイスマン－宮崎哲弥編－ （2013年12月14日、2014年1月12日、2014年2月21日、NHK総合大阪）
- フジバラナイト ご近所ヘッドライン〜うっすら気になる疑問たち〜（2013年12月6日、フジテレビ）
- ニノさん（2013年11月24日、2013年12月1日、日本テレビ系）
- 100秒博士アカデミー（2013年10月29日、TBS系）
- ザ・ボイス そこまで言うか!（2013年2月20日、2013年4月17日、2013年6月12日、ニッポン放送）
- NMBとまなぶくん（第1回ゲスト講師、2013年4月12日、関西テレビ）
- 爆笑問題の日曜サンデー（2013年2月24日、TBSラジオ）
- BAZOOKA!!!（「仏教渋くないすかNIGHT」2012年11月19日、BSスカパー!）
- THE☆BEST（2012年11月2日、日本映画専門チャンネル）
- ザ・ゴールデンアワー（2012年8月15日、TOKYO MX）
- 週刊ニュース深読み（2011年10月8日、2012年7月14日、NHK総合）
- 獅子たちの相承（J:COM）
- 報道ステーション SUNDAY（2011年10月16日、テレビ朝日系）
- ホンネ日和（2011年7月31日、TBS系）— 杉村太蔵と対談
- たかじんNOマネー〜人生は金時なり〜（2011年6月11日、テレビ大阪）
- こんちわコンちゃんお昼ですょ!（MBSラジオ）
- カキューン!!・神々の知恵袋（2011年2月17日、2月24日、関西テレビ）
- ホリエモンの満漢全席（2010年12月29日、ニコニコ生放送）
- 新型学問 はまる!ツボ学（2010年11月3日、日本テレビ）
- 冒険チュートリアル（2010年5月17日、関西テレビ）
- はんにゃのこの手があったか!（日本テレビ）
- ホンマでっか!?TV（フジテレビ）
- 秘密のケンミンSHOW（読売テレビ）
- 着信御礼!ケータイ大喜利（2009年4月4日、NHK総合、回答読み上げゲスト）
- 人生が変わる1分間の深イイ話（日本テレビ）
- 情報7days ニュースキャスター（TBS）
- 久米宏のテレビってヤツは!?（2008年12月17日、毎日放送）
- ネクスト 世界の人気番組（NHK BS1）
- 社会科ナゾ解明TVひみつのアラシちゃん!（TBS）
- 理由ある太郎（フジテレビ）
- 踊る!さんま御殿!!（日本テレビ）
- Kakiiin（2008年1月29日、TBSラジオ）
- オジサンズ11（日本テレビ）
- 今夜はシャンパリーノ（2008年1月21日、読売テレビ）
- ムハハnoたかじん（2008年1月11日、関西テレビ）
- ロンドンハーツ（テレビ朝日）
- 関ジャニ∞のジャニ勉（2007年9月19日、関西テレビ）
- 大竹まこと ゴールデンラジオ!（2007年10月17日、文化放送）
- SmaSTATION!!（テレビ朝日）
- 溜池Now・第3回溜池天下一武道会（2007年6月 - 7月配信、GyaO）
- NISSAN 全国おとな電話相談室（2007年5月6日、TBSラジオ）
- R30（TBS）
- 城島茂のどっち派?!（TBSラジオ）
- GROWING REED（J-WAVE）
- Jam the WORLD（J-WAVE）
- たかじん胸いっぱい（関西テレビ）
- 報道2001（フジテレビ）
- ザ・スクープ（テレビ朝日）
- 出発進行!うめじゅんです（2006年10月21日、ラジオ大阪）

### 過去のレギュラー番組
- 報道ランナー（関西テレビ）、木曜コメンテーター
- スッキリ（日本テレビ）- 、水曜コメンテーター
- 教えて!ニュースライブ 正義のミカタ （朝日放送テレビ）
- 英雄たちの選択（2014年4月3日よりレギュラー番組化、NHK BSプレミアム）
- ももち浜ストア 夕方版（金曜日ゲスト、TNC）
- ザ・ボイス そこまで言うか!（火曜コメンテーター、2013年7月2日 - 2018年3月27日、ニッポン放送）
- ゆうがたLIVE ワンダー → みんなのニュース ワンダー（関西テレビ）- 2015年9月21日 - 2017年3月20日
- ひるおび!（隔週金曜コメンテーター、TBSテレビ）
- そこまで言って委員会NP（読売テレビ）
- FNNスーパーニュースアンカー（木曜コメンテーター、関西テレビ）
- 山浦ひさしのトコトン!1スタ（テレビ愛知）
- 宮崎哲弥のトーキング・ヘッズ（朝日ニュースター 初回放送金曜）
- 宮崎哲弥 こころのすがた（BS-TBS、毎月第3日曜日／MBSラジオ、毎週日曜日）
- ゴレンタン（フジテレビ、隔週）
- 宮崎哲弥のトークセッション〜日本の未来を話そう〜（BSフジ）
- あっぷ&UP!（関西テレビ、月・火・水曜レギュラー）
- 太田光の私が総理大臣になったら…秘書田中。（日本テレビ）
- スッキリ!!（日本テレビ、火曜レギュラー・2009年4月28日まで）
- サカスさん（TBS、火曜レギュラー）
- ぶったま!（関西テレビ）
- ピンポン!（TBS、水曜レギュラー）
- たかじんTV非常事態宣言（読売テレビ）
- 博士の異常な鼎談（TOKYO MX / テレビ神奈川）-2010年3月
- ムーブ!（朝日放送）
- 痛快!エブリデイ（関西テレビ）
- 朝まで生テレビ!（テレビ朝日）
- スタ☆メン（フジテレビ・関西テレビ、隔週レギュラー）
- ベリーベリーサタデー!（関西テレビ）
- ザ!情報ツウ（日本テレビ、火曜コメンテーター）
- ブンブンサタデー 世の中どこ見てんのよ!?ジャリバラ!（フジテレビ）
- NNNニュースプラス1（日本テレビ、月1回金曜「爆論!言わせてもらうぞ - ウェイバックマシン（2006年1月3日アーカイブ分）」パネラー）
- 2時ワクッ!（関西テレビ、木曜レギュラー）
- ガラパゴス〜絶滅危惧品種保護委員会〜（関西テレビ）
- デイリープラネット金曜発言中・次世代日本の構想（NNN24）
- あさリラ（読売テレビ、月曜レギュラー）
- ダウンタウン☆セブン7 怒れ!熱き日本人（毎日放送）
- ニュースの深層水曜（朝日ニュースター -2010年3月）
- 博士も知らないニッポンのウラ（インターネットテレビ ミランカ）
- BATTLE TALK RADIO アクセス（TBSラジオ、1998年10月-2009年12月 火曜もしくは水曜トークパーソナリティ）
- チャレンジ!梶原放送局（文化放送）

### 過去の特別番組
- ETV特集・漂流する家族〜「日本人の意識調査2003」から〜（2003年10月11日、NHK教育）
- 賢者の行進〜宮崎哲弥・橋下徹・金村義明のそこまで遊んで委員会〜（2004年6月26日、読売テレビ）
- 爆笑! 2005年こうなる宣言!!（2005年1月3日、関西テレビ）
- 筑紫哲也VS爆笑問題の『拝啓ブッシュ大統領閣下!! あなたが語らない10の秘密!』（2005年1月26日、TBS）
- ゲキセン!（日本テレビ）
- M2のテレビじゃ聞けないJ-POP批評（TBSラジオ）
- 爆笑問題&日本国民のセンセイ教えて下さい!（第5回・2005年10月4日/第6回・2006年4月4日/第7回・2006年10月10日、テレビ朝日）
- さんま・福澤のホンマでっか!?ニュース（2005年12月30日、2006年4月28日、2007年9月21日、同年12月30日、2008年12月28日、フジテレビ）
- 爆笑! 2006年こうなる宣言（2006年1月3日 関西テレビ）
- 熱血経済スペシャル 俺たちの!突破宣言（2006年1月21日、テレビ東京）
- 学校へ行こう!MAX ニッポン学生1500万人緊急ホームルームスペシャル（2006年3月21日、TBS）
- 徹底解剖! 宮崎哲弥、43歳（2006年6月26日、MBSラジオ）
- 上田晋也の日本の宿題（2006年7月15日、テレビ朝日）
- FNS26時間テレビ 国民的なおもしろさ!史上最大!!真夏のクイズ祭り 26時間ぶっ通しスペシャル（2006年7月16日、フジテレビ・FNS）
- ドスペ!・緊急特番!!仰天格差社会ニッポン!（2006年9月9日、テレビ朝日）
- FNNスーパーニュースアンカー・スペシャル 徹底討論 格差社会に物申す（2006年9月14日 関西テレビ）
- ズバリ言うわよ!4時間SP-「ズバリ言うわよ! 炎の4時間メッタ斬りSP」（2006年10月3日、TBS）
- 所さんのこんな見方があったんだ!天才脳強化スペシャル（2006年10月13日、TBS）
- たけしの日本教育白書（2006年11月11日 / 2007年10月27日、フジテレビ）
- NEWS2006 ダウンタウンがキャスターやりますスペシャル（2006年12月23日、テレビ朝日）
- ズバリ本音スペシャル 激論!どないやねん!?日本（2006年12月23日、朝日放送）
- M2のテレビじゃ聞けないJ-POP批評2006（2006年12月29日、TBSラジオ）
- 上田晋也の日本の宿題（2006年12月29日、テレビ朝日）
- ツッコミ日本代表2006（2006年12月30日、テレビ東京）
- 2006大論争5時間スペシャル「安倍政権の正体!!」（2006年12月31日、朝日ニュースター）
- 爆笑! 2007年こうなる宣言（2007年1月3日、関西テレビ）
- 第28回ABCお笑い新人グランプリ（2007年1月8日、朝日放送）
- サタデーバリューフィーバー・もしも私が主役だったら（2007年1月27日、日本テレビ）
- NEWS2007 ダウンタウンがキャスターやりますSP春（2007年4月7日、テレビ朝日）
- ガラスの地球を救えスペシャル・とどけ生きものたちの声（2007年4月30日、朝日放送）
- 20年大河バラエティ!目からウロコ…1986年バブル経済から2007年超近現代史!さんま・所が解明!?人間は相変らずアホか?（2007年4月30日、日本テレビ）
- 上方演芸白書2007 漫才編（2007年5月30日、毎日放送）
- FNNスーパーニュースアンカー・スペシャル 漂流するテレビ（2007年6月5日 / 10月28日、関西テレビ）
- 報道特別番組 2007選択の時（2007年7月29日、朝日ニュースター）
- TXN参院選スペシャル ザ・決断!国民の審判 真夏のビッグウエーブ（2007年7月29日、テレビ東京）
- JRN・参議院選挙開票スペシャル どうなる安倍政権!?〜参院選でバトルトーク（2007年7月29日、JRN）
- ZERO×選挙2007・第2部（2007年7月29日、日本テレビ）
- もしもの世界（2007年8月4日、NHK-BShi）
- アニメギガスペシャル とことん!押井守 BSアニメ夜話スペシャル・うる星やつら2 ビューティフル・ドリーマー（2007年8月11日、NHK-BS2）
- 上田晋也の日本の宿題（2007年8月18日、テレビ朝日）
- 夏ドキュ!・炎上!大政局! どうなる安倍政権スペシャル（2007年8月27日、日本テレビ）
- ドスペ2・ロンドンハーツ深夜版 キャバ嬢から見た日本夜の（秘）経済&社会学&芸能人のうわさ（2007年9月8日、テレビ朝日）
- 吹け! アジアの新風 アジアの若者大激論（2007年9月9日、テレビ東京）
- 緊急!ビートたけしの独裁国家で何が悪い!（2007年9月29日 / 2008年9月17日、日本テレビ）
- ものまねバトル（2007年10月1日、日本テレビ）
- 1000人の声 平成の課長さん（2007年10月31日、NHK総合）
- 未来報道2007 ニッポン新HERO伝説スペシャル（2007年12月24日、読売テレビ）
- 今すぐ歌いたい! 最強のカラオケヒットソング 全部ご本人の歌でお見せしますスペシャル（2007年12月28日、日本テレビ）
- たかじんドクターズ〜そこまで病んで委員会（2007年12月30日、読売テレビ）
- 5時間スペシャル「大論争!この国の行方を問う」（2007年12月30日、朝日ニュースター）
- 超社会派バラエティー ザ★熱中ナイト!（2007年12月30日、テレビ東京）
- みのもんたの明るいニッポン!〜未来はどっちだ!?〜（2008年1月3日、関西テレビ）
- M2のテレビじゃ聞けないJ-POP批評（2008年1月4日、TBSラジオ）
- 天下統一!三武将スペシャル 信長・秀吉・家康〜真のリーダーは誰か!?（2008年1月4日、日本テレビ）
- カスペ!・ニッポンがおかしい'08 小倉智昭のマッチメイク（2008年1月8日、フジテレビ）
- カスペ!・今、ニッポンがおかしい 小倉智昭のマッチメイク（第2弾・2008年3月11日、フジテレビ）
- とことん!石ノ森章太郎 第一夜 仮面ライダー誕生（2008年3月23日、NHK-BS2）
- ガラスの地球を救えスペシャル・見つめよう! 今そこにある危機。そして再生へ（2008年4月29日、朝日放送）
- 人のフリ見て我がフリ直せ!出没注意!!となりのモンスター（2008年6月30日、テレビ東京）
- たかじんTEPPAN（2008年7月13日、読売テレビ）
- ハマる!動画ネタ天国（2008年10月4日、日本テレビ）
- 関西テレビ放送開局50周年記念番組 感謝!感激!カンテーレ! 50年だよ おかげさまスペシャル（2008年11月22日 09:55 - 11:45 / 2008年11月23日 12:00 - 13:30、関西テレビ）
- 絶対知っておきたい10人（2008年11月22日、日本テレビ）
- ビートたけしの今まで見たことないテレビ（2008年11月30日、日本テレビ）
- 闘論〜TALK BATTLE〜年末SP 45歳以下の各党若手国会議員が大集合!（2008年12月19日、日本テレビ）
- ネクストスペシャル・小池栄子の世界トンガリTV（2008年12月23日、NHK総合）
- 爆笑問題VS安住紳一郎 平成ニッポン20年史!（2008年12月27日、TBS）
- 2008大論争5時間スペシャル 日本の未来をデザインしよう!（2008年12月29日、朝日ニュースター）
- 世界SMLスリーサイズ博物館（2008年12月31日、フジテレビ）
- 爆笑! 2009年こうなる宣言（2009年1月3日、関西テレビ）
- 緊急討論! ACTIONスペシャル 派遣切り…ニッポン失業危機を救え（2009年2月1日、日本テレビ）
- 芸能人こだわり王講座 イケタク（2009年2月14日、フジテレビ）
- 禁断のウラ事典 ザ・タブー（2009年3月28日、日本テレビ）
- FNNスーパーニュースアンカー・スペシャル　緊急討論! ニッポンの政治を刷新せよ（2009年3月29日、関西テレビ）
- 絶対知っておきたい20人（2009年4月2日、日本テレビ）
- 週刊・手塚治虫 創刊第5号「自然と文明」（2009年5月15日、NHK-BS2）
- キミハ・ブレイク脳と五感を刺激する秘映像“トリハダもん”（2009年7月7日、TBS）
- ものさし屋（2009年8月31日、フジテレビ）
- カスペ!芸能界（秘）こだわり王グランプリ!イケタクSP（2009年9月8日、フジテレビ）
- 飛び出せ!科学くん 驚愕!最凶の危険生物大図鑑スペシャル（2009年10月11日、TBS）
- もしも（2009年10月18日、フジテレビ）
- 宮崎哲弥大論争5時間スペシャル（2009年12月30日、朝日ニュースター）
- ノンフィクションW・武士の商法 激変の時代に生きる術（2010年3月14日、WOWOW）
- 体感!デジタルパワーがやって来る（2010年3月20日、NHK-BShi, NHK BS1, NHK-BS2, NHK総合）
- 仰天!力学アカデミー（2010年3月22日、東海テレビ）
- さんま&所の大河バラエティ 超超近現代史!人間は相変わらずアホか!?（2010年3月30日、日本テレビ系）
- ビートたけしの今まで見たことないテレビ2（2010年4月11日、日本テレビ）
- ノンフィクションW・論争と人間〜その説に異議あり!（2010年7月12日、WOWOW）
- ジュニアラマタの世界ウィット遺産（2010年10月6日、TBSテレビ）
- 金曜スーパープライム（秘）名言珍言77連発!! さんまの歴史を変えた超一流の衝撃発言大賞（2010年10月8日、日本テレビ系）
- 少年オオカミ（2010年10月8日、フジテレビ）
- 関西テレビ放送開局記念生特番 オカンの力で関西元気!笑顔の花を咲かせまショーSP（2010年11月20日、関西テレビ）
- 土曜スペシャル まだまだあった!地元タレント推薦!関東近郊クチコミB級グルメBEST30（2010年12月4日、テレビ東京系）
- アンカーSP2010　青山繁晴×宮崎哲弥×森田実がズバリ! こんな日本に誰がした?（2010年12月26日、関西テレビ）
- 宮崎哲弥大論争5時間スペシャル〜経済乱世を生き抜く!〜（2010年12月30日、朝日ニュースター）
- ガラパゴスの穴　のぞき視的ニッポン進化論（2011年2月11日、毎日放送）
- 地球テレビ100 BS1キックオフスペシャル（2011年4月2日、NHK BS1）
- サタデーバリューフィーバー カゼオケ総研〜専門家リレーでわかる!ニッポンのプチ未来〜（2011年6月4日、日本テレビ）
- 金曜スーパープライム 世界超ド級!!まるわかりスクープ社（2011年6月10日、日本テレビ系）
- 原発 私たちの選択（2011年8月15日、サガテレビ）
- 宮崎哲弥大論争スペシャル〜震災を超克せよ! 震災、原発…4時間討論〜（2011年9月11日、朝日ニュースター）
- 2011年年末特番 Route24（2011年12月24日、日テレNEWS24）
- 2012年!エンタメ先取りコンシェルジュ （2011年12月30日、テレビ東京）
- 特集 地球テレビ100 激動する世界2011（2011年12月30日、NHK BS1）
- 宮崎哲弥大論争5時間スペシャル 再起する日本・危機の中の世界（2011年12月31日、朝日ニュースター）
- ピン子&今田のニッポンの（秘）値段〜禁断!!お金のワイドショー（2012年1月12日、日本テレビ系）
- エンタメ通信（2012年4月8日、テレビ東京）
- ごごばん!スペシャル そこまで言うか! （2012年8月24日、ニッポン放送）
- 2012総選挙 〜日本の行方〜アンカー スペシャル（2012年12月16日、関西テレビ）
- Life スーパーJチャンネル九州・沖縄スペシャル〜針路〜（2012年12月24日、KBC）
- 正月から男がしゃべりでどこが悪いねん!（2013年1月5日、関西テレビ）
- ウェークアップ!ぷらす【Ms】（2013年2月24日、読売テレビ）
- KBCニュースピアスペシャル 参議院選挙2013 私たちの選択〜これからのニッポン〜（2013年7月1日、KBC）
- FNN参院選 真夏の決断2013（2013年7月21日、関西テレビ）
- ザ・ボイス 参議院選挙もそこまで言うか!（2013年7月21日、ニッポン放送）
- FNN九州・沖縄スーパーニューススペシャル2013 きざし〜九州・沖縄 これからの課題と展望〜（2013年12月24日、FNN九州・沖縄8局共同制作、TNC系）
- Nスタみやぎ 年末スペシャル2013 願い（2013年12月28日、TBC）
- 2013年報道総決算 ニュース男子決定戦! 〜男は知識で勝負する〜（2013年12月28日、東海テレビ）
- 今田耕司の大阪ナンギやなぁ〜ニュース 【関西の大問題を徹底調査SP】（2014年2月5日、MBSテレビ）
- 転身らんまん【生きるヒント満載!九州・沖縄の珠玉の「転身」物語】（2014年3月1日、TNC系）
- おしゃべり異種格闘技 論破王（2014年3月1日、関西テレビ）
- 昭和の選択（英雄たちの選択の昭和史スペシャル、第1回「国際連盟脱退 松岡洋右 望まなかった決断」2014年8月21日、第2回「サンフランシスコ講和 吉田茂 独立への苦闘」2014年8月28日、NHK BSプレミアム）
- FNN衆院選2014 THE SENKYO 〜ニッポンをしゃべり倒す!〜 ANCHOR SPECIAL（2014年12月14日、関西テレビ）
- スーパーニュースアンカー 年末SP（2014年12月24日、関西テレビ）
- 教えて!ニュースライブ 正義のミカタ 2時間スペシャル 日本に迫る最悪のシナリオ（2015年7月4日、朝日放送）
- “大阪・秋の陣”W選挙開票特番 天下分け目の大阪W選挙!!（2015年11月22日、関西テレビ）
- 教えて!ニュースライブ 正義のミカタ 3時間半拡大生放送SP!! 中国・韓国・北朝鮮・EU・ロシア・「イスラム国」2016年どうなる？日本の大迷惑SP！（2015年12月26日、朝日放送系）
- ワンダーSP みんなの選挙2016（2016年7月10日、関西テレビ）
- 坂上・美輪のニュースにダマされるな! 〜報じられない真実とは? タブーに切り込む!?（2016年10月2日、テレビ朝日系）
- FNN選挙ランナー ニッポンの決断!2017（2017年10月22日、関西テレビ）
- 東海テレビ開局60周年記念 地元で発見！こんな所にスゴイ人 銅像スター調査隊!（2018年5月25日、東海テレビ）
- 時代おくれ解消バラエティー ＮＥＷモン！未来塾（2018年6月2日、ABCテレビ）
- 衝撃スクープハンター（2018年12月23日、フジテレビ系）
- 異端寺 突きつめたら、こうなった！（2019年1月12日、ABCテレビ）
- Live選挙サンデー×報道ランナー（2019年7月21日、関西テレビ）
- ほんこんが問う!日本のミカタ （2019年7月21日、ABCラジオ）
- 100分de名著 小松左京スペシャル（本放送 第1回2019年7月1日、第2回2019年7月8日、第3回2019年7月15日、第4回2019年7月22日、NHK教育）
- ガキの使い!大晦日年越しスペシャル 絶対に笑ってはいけない青春ハイスクール24時!（2019年12月31日、日本テレビ系）
- アワー・フェイバリット・ソング 私が「エイリアンズ」を愛する理由（2021年5月1日、BSフジ）
- TBSラジオ開局70周年「大感謝祭」(2021年12月24日、TBSラジオ)
- テレ東BIZ 1周年感謝祭 成長するには本を読め！〜5年後の自分を作る本の選び方〜 （2022年6月3日、テレビ東京ビジネスオンデマンド）
- 参議院選挙開票速報2022！ どうする？どうなる？日本の未来（2022年7月10日、ニッポン放送）
- 夜な夜な生配信! ひろゆきと有名人に質問ゼメナール 緊急対談！ひろゆき参院選の開票翌日SP （2022年7月11日、YouTubeチャンネル）
- 2 Sides 高校生ディベート選手権（審査員、前編 2022年9月5日、後編 2022年9月19日公開、NewsPicks YouTubeチャンネル）
- 2 Sides 2022 謝罪会見を斬る 辛坊治郎vs宮崎哲弥（2022年12月26日公開、NewsPicks YouTubeチャンネル）
- 夜な夜な生配信! ひろゆきと有名人に質問ゼメナール 緊急対談! 最近の気になるニュースを激論!!（2023年2月14日、YouTubeチャンネル）
- 【緊急対談！ひろゆき✕宮崎哲弥✕青山和弘】生配信で宮崎哲弥と最近の気になるニュースの疑問に答える×徹底解説！ イスラエル・ハマス戦争を激論！(2023年11月15日、YouTubeチャンネル 夜な夜な生配信! ひろゆきと有名人に質問ゼメナール＆宮崎哲弥チャンネル)
- ゴジラ｜ニッポン放送70周年特別番組 幻のラジオドラマ復活！ 新春ゴジラ談義(2024年1月1日、ニッポン放送)
- 2 Sides 池田大作とは何だったのか？【宮崎哲弥×小川寛大】（2024年1月29日公開、NewsPicks YouTubeチャンネル）
- 村上学縁 経済から始める時事学（2024年5月9日、FAMILY CLUB）
- 夜な夜な生配信! ひろゆきと有名人に質問ゼメナール 【緊急対談！石破新政権と解散総選挙を激論！】（2024年10月4日、YouTubeチャンネル）
- 村上学縁 選挙で政治は変わるの？-アメリカと日本の場合（2024年11月27日、FAMILY CLUB）
- 夜な夜な生配信! ひろゆきと有名人に質問ゼメナール 【緊急対談！生配信で宮崎哲弥と最近の気になるニュースを激論！ 財務省解体デモ・TV報じない問題 トランプ政権予測不能 吉本芸人オンラインカジノ問題……】（2025年3月6日、YouTubeチャンネル）
- The UPDATE　陰謀論が渦巻く中、我々が信じるべき情報とは？（2025年5月27日配信、NewsPicks）
- 激突！参院選2025【維新はなぜ影が薄くなった？】宮崎哲弥、維新幹事長を叱る【岩谷良平】（2025年6月26日配信、文藝春秋PLUS）
- 激突！参院選2025【岩谷良平×宮崎哲弥】「医師会は抵抗勢力」維新幹事長が語る〈日本版DOGE〉（2025年6月27日配信、文藝春秋PLUS）
- 激突！参院選2025【参政党 神谷宗幣×チームみらい 安野貴博】支持率拡大…参政党はなぜ強い？／チームみらいと“日本版DOGE”構想（2025年7月06日配信、文藝春秋PLUS）
- 激突！参院選2025 【積極財政で意見合致？】参政党とチームみらいの“日本経済復活”戦略（2025年7月06日配信、文藝春秋PLUS）
- lullych 参院選2025開票特番（2025年7月20日20時配信、るりチャンネル）

## 広告
- 月桂冠：清酒「つき」 大人の食べ比べ・マグロ編（2007年5月〜2008年9月）
- 月桂冠：清酒「つき」 大人の食べ比べ・和牛編（2007年10月〜2008年9月）
  - 上記2作は藤原紀香、石原良純と共演。
- 第一三共ヘルスケア：「新三共胃腸薬プラス」 激論・どうなる胃腸薬編（2007年11月〜）
  - 石塚英彦と共演。
- ユニクロ：ジーンズ・チノ・カーゴ「きれいに、はく。きれいに、生きる。」A編、同B編（2011年8月〜）
  - 高良健吾、黒木メイサへのインタビュアーとして。B編のみ声の出演。
- ホットペッパーグルメ：できる男のネット予約篇（2015年11月〜）
  - マツコ・デラックス、柳英里紗と共演。
- ホットペッパーグルメ：記念日のポイント篇（2015年11月〜）
  - マツコ・デラックス、内田慈と共演。